# Bad Egart

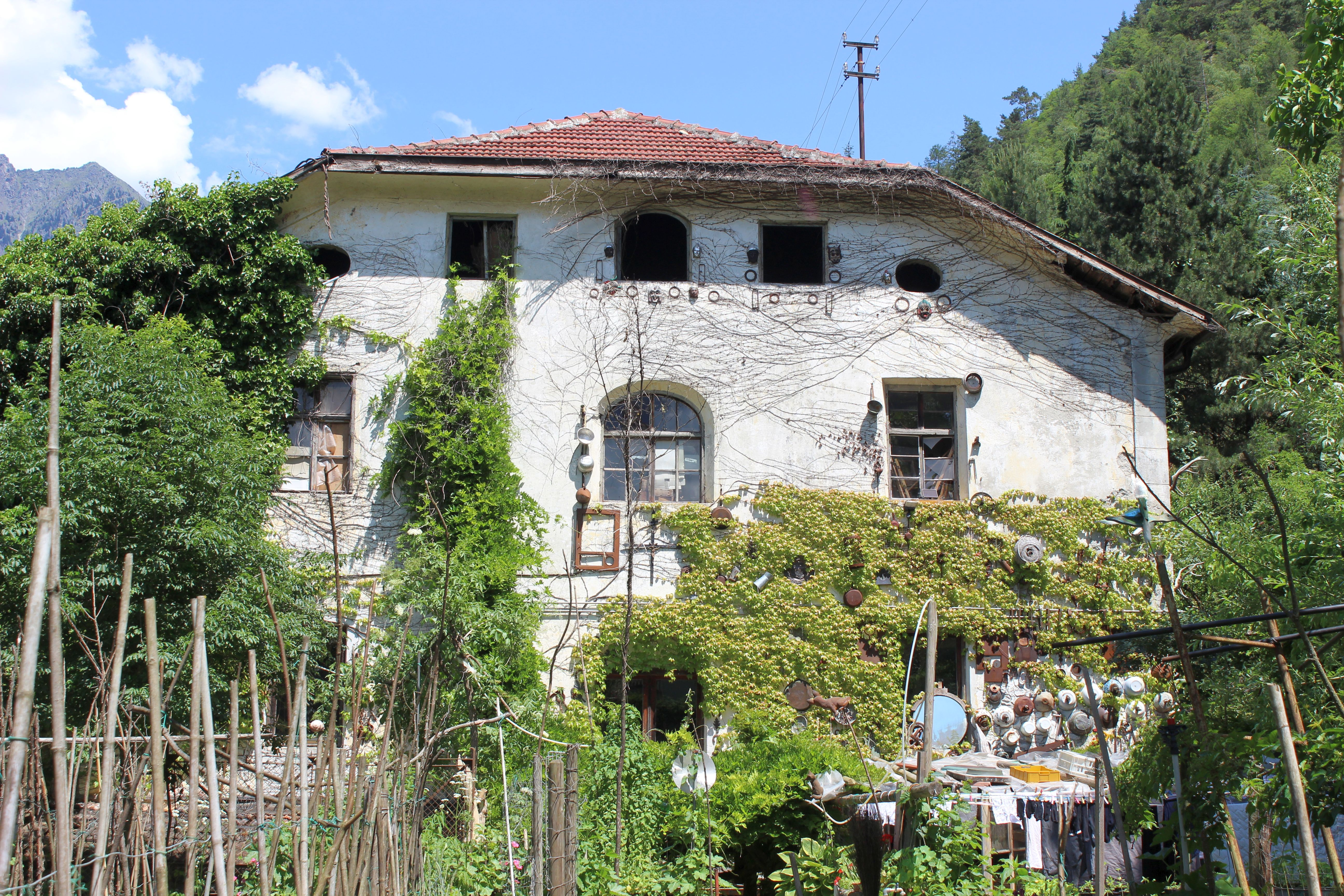
Bad Egart

Bad Egart auf der Töll in Partschins, Südtirol, ist der älteste Badbetrieb Tirols.
Das Badehaus steht unter Ensembleschutz, die zugehörige Kapelle „Bad Egart“ unter Denkmalschutz.

## Geschichte
Laut dem Heimatforscher Josef Thaler leitet sich der Name Bad Egart von Egerietum, Egeretum von der römischen Quellnymphe Egeria her.
Bereits 1430 ist das Bad in hohem Wert und Gebrauch´ gewesen. Um 1730 wurde es von seinem damaligen Besitzer, Wolf von Wolfenthal zu Spauregg und Gaudententhurm, neu erbaut, auch die zugehörige Kapelle „Bad Egart“ stammt aus dieser Zeit. Bad und Kapelle sind im Atlas Tyrolensis von 1774 eingezeichnet. In die heutige Form gebracht wurde das Badehaus 1824. Es verfügte nun über vier Badekabinen mit jeweils zwei Badewannen im Erdgeschoss, im ersten Geschoss war der Restaurationsbetrieb und im Obergeschoss befanden sich elf Doppelzimmer. Durch die Errichtung der Vinschger Bahn 1906 war das Badl nun auch bequem von Meran zu erreichen, der Bahnhof auf der Töll ist direkt angrenzend. 1956 wurde der Badbetrieb eingestellt. 1980 wurde Bad Egart durch Karl Platino als Restaurant und Museum neu eröffnet.

## Die Quellen
Die „Schwefelquelle“ entspringt direkt unterhalb des Badehauses und diente zum Baden. Früher führte sie nur zwischen Juni und September Wasser, seit dem Erdbeben von 2001 fließt sie ganzjährig. Sie wird beim Amt für Gewässernutzung der Provinz Bozen „Nymphe Egeria“ genannt.
Die „Eisenquelle“ wurde für Trinkkuren genutzt.
Die „Birkenquelle“, die im Wald oberhalb entspringt (46° 40′ 12,3″ N, 11° 4′ 51,1″ O), ist als Mineralwasser zugelassen.

## K.u.K. Museum Bad Egart und Restaurant

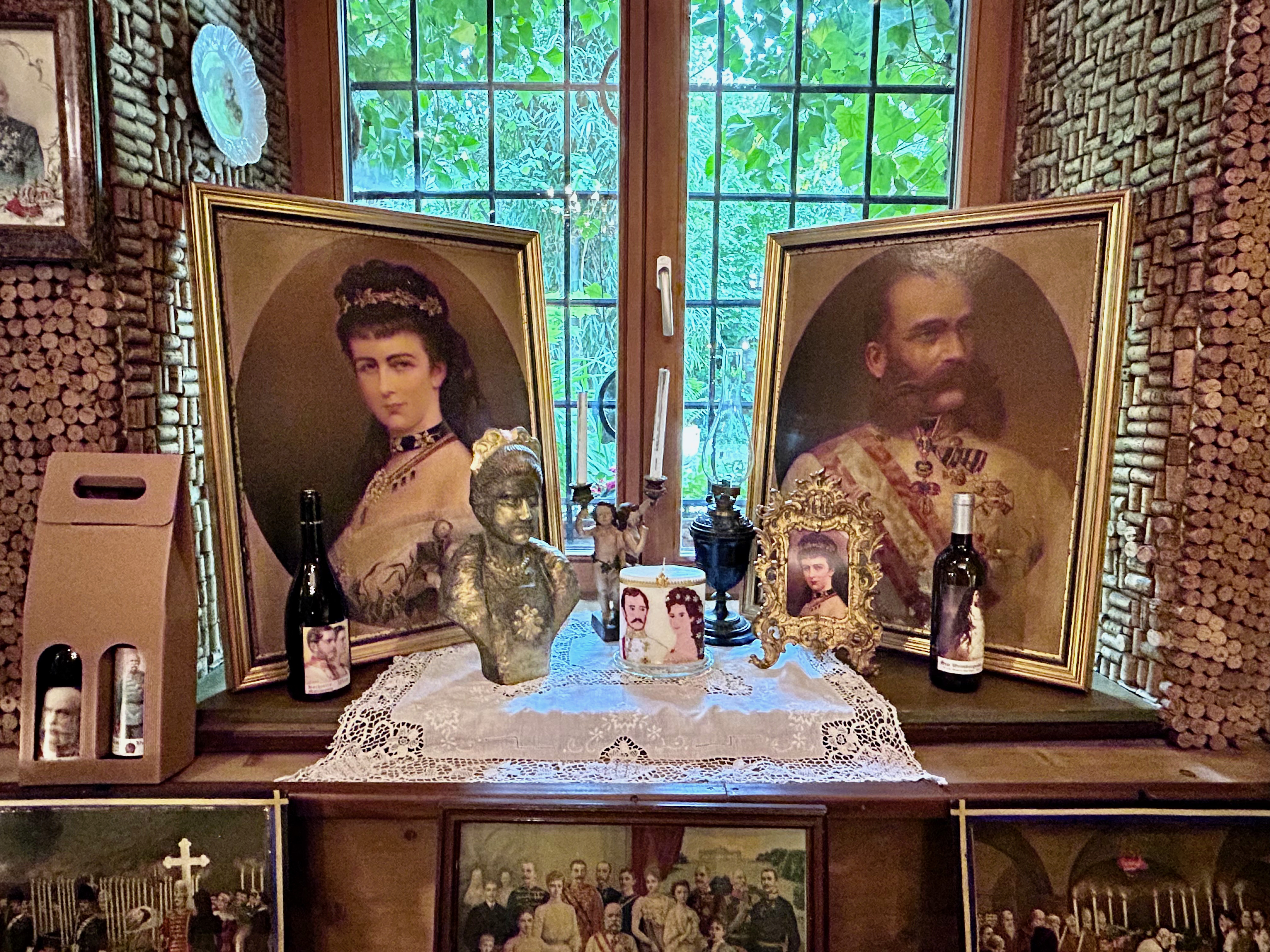
Gemälde im Museum

Gezeigt werden im Museum Exponate aus der Zeit der K. u. k. Monarchie, persönliche Gegenstände von  Franz Joseph I., Kaiserin Elisabeth und deren Angehörigen, Dokumente, Originalgemälde und -Photos.
Dem Museum angeschlossen ist das Restaurant Onkel Taa. Das Restaurant präsentiert Gerichte, die aus der K.u.k. Hofküche überliefert sind. Es wird unter Locali storici d'Italia gelistet.